# Dolophilodes auriculata
Dolophilodes auriculata là một loài Trichoptera trong họ Philopotamidae. Chúng phân bố ở miền Cổ bắc.